# Hacıkadirler, Gümüşova
Hacıkadirler là một xã thuộc huyện Gümüşova, tỉnh Düzce, Thổ Nhĩ Kỳ. Dân số thời điểm năm 2010 là 719 người.